# 仙人走兽

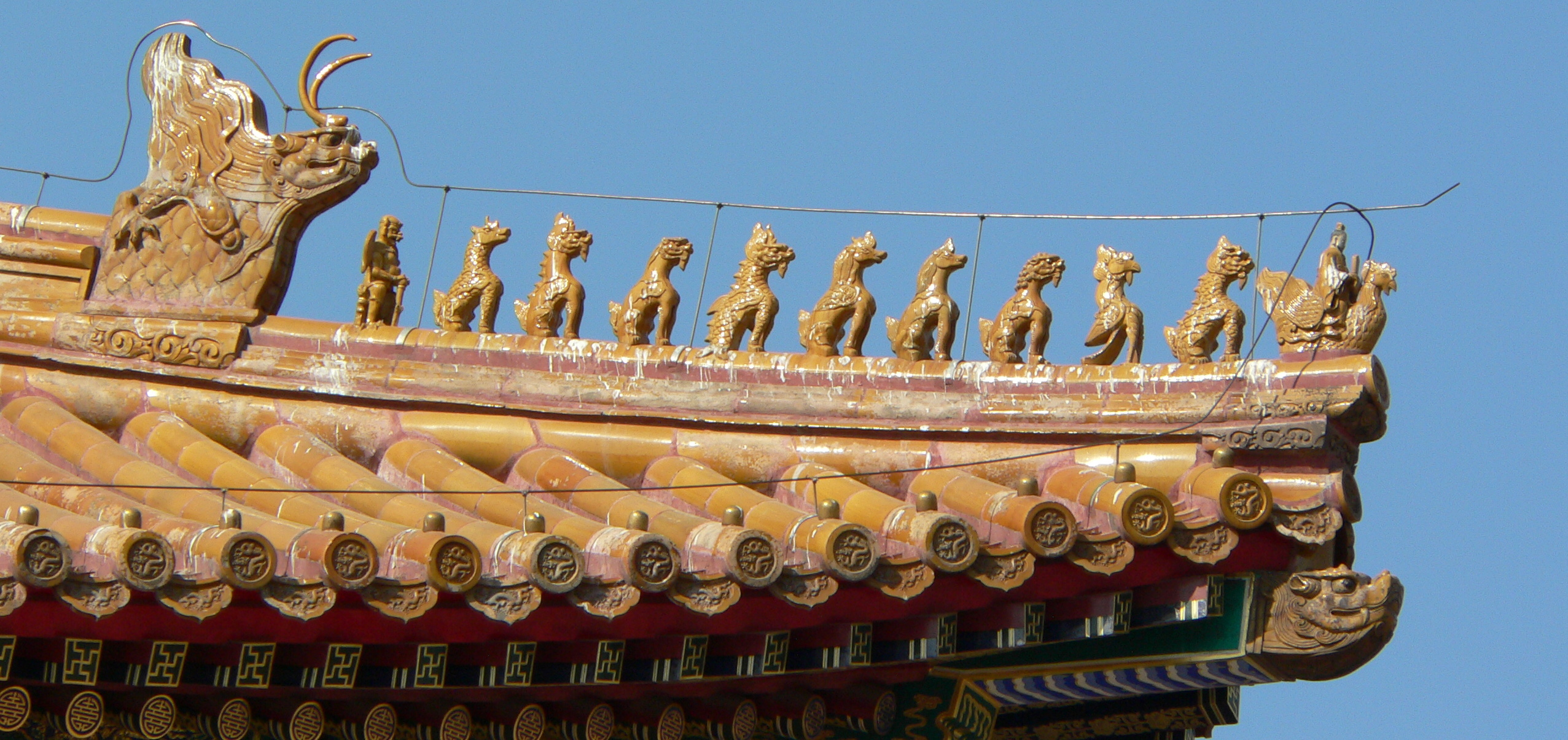
北京故宫太和殿上的仙人走兽，是最高级别的（10个走兽）

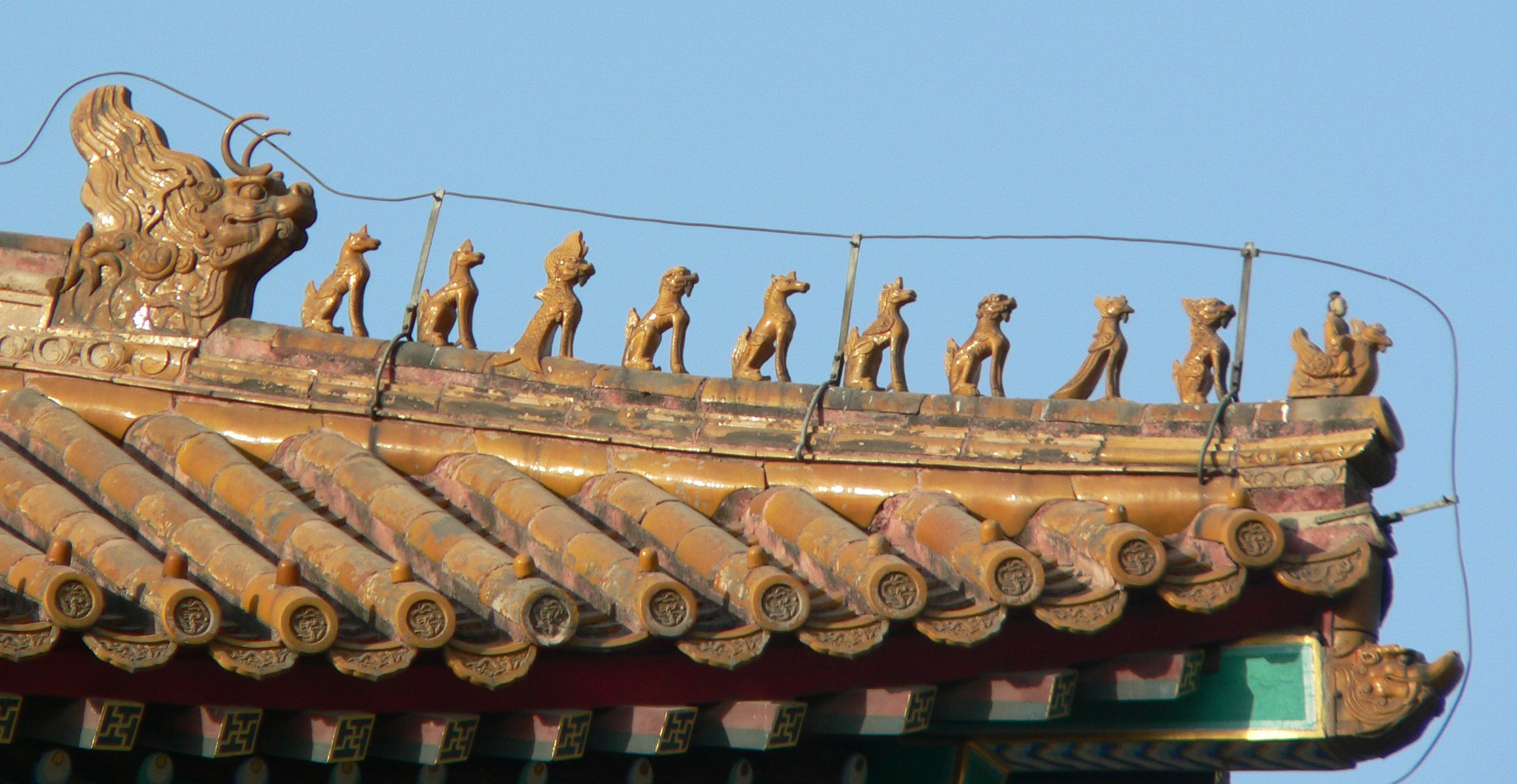
北京故宫午门上的仙人走兽（9个走兽）

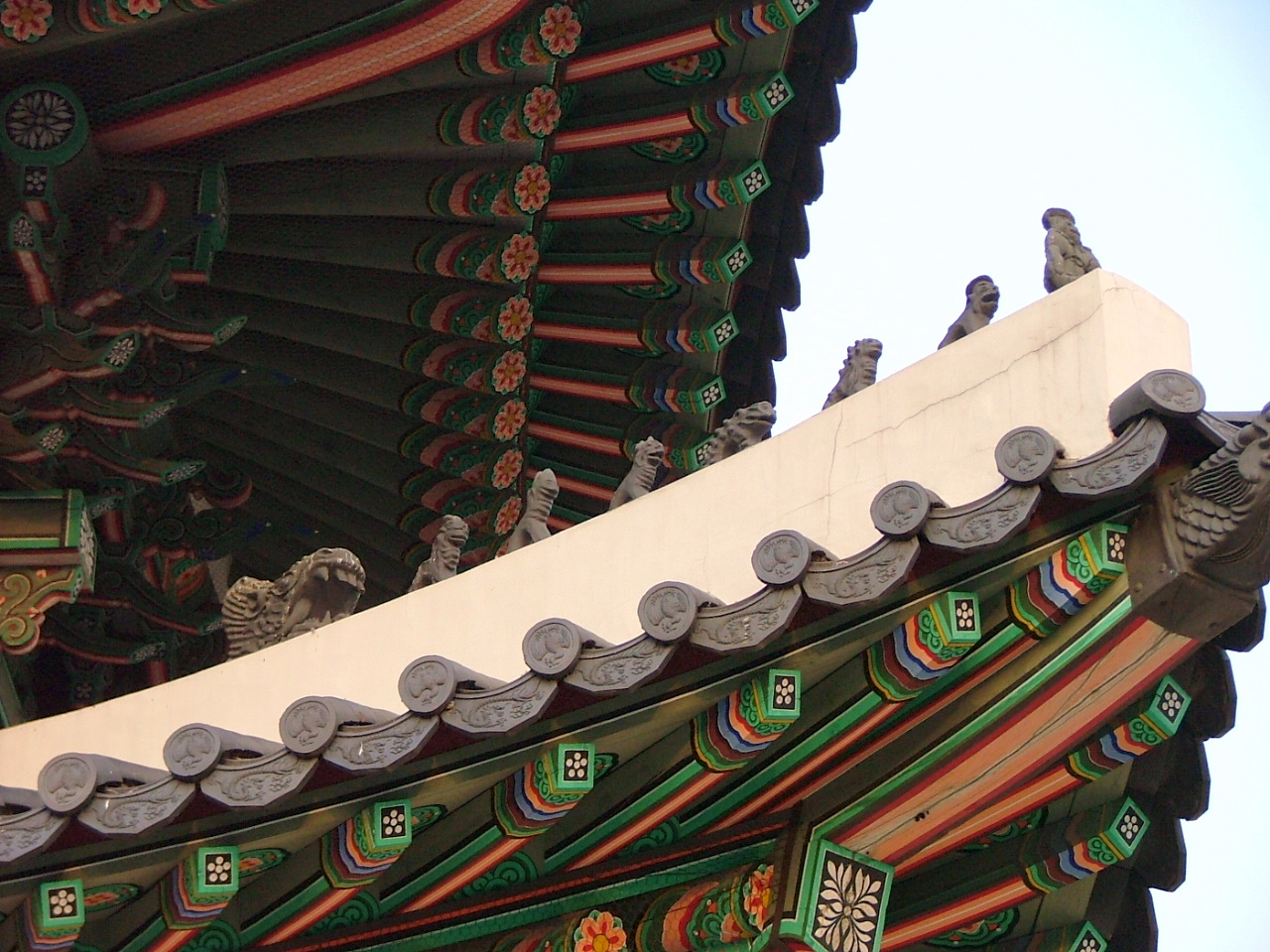
韓國昌德宮敦化門上有8個仙人走兽

仙人走兽，也称为走兽、蹲兽，韓語稱雜像（잡상），是中國、朝鮮半島、越南東亞宫殿建筑庑殿顶的垂脊上，歇山顶的戗脊上前端的瓦质或琉璃的脊兽。分仙人和走兽两部分，其数量和宫殿的等级相关，最高为1+10个，每一个兽都有自己的名字和作用。朝鮮半島的宮殿，如景福宮。

## 歷史
仙人走獸最早出現于漢朝的明器上，開始並沒有固定的使用規則，元朝以前多為武將。清朝開始出現官方定制，位於最前端的是仙人，即仙人騎雞，後面是走獸，通常數量為奇數，9為最高，依次是：1、龍，2、鳳，3、獅子，4、天馬，5、海馬，6、狻猊，7、狎魚，8、獬豸，9、牛。但是在故宮的太和殿上，在牛之後增加了一個行什，表示規格之高。但各地方建築依從習慣，多不遵從官制。

## 樣式
| 走獸     | 位列     | 典故 |
| 仙人骑鸡 | 置於檐角 | 典出東周齊湣王，相傳齊湣王被燕國名將樂毅所敗，四處躲逃，最後逃到大屋的屋脊上，正走投無路之際突然有神鳳出現，齊湣王因此得以乘鳳而去。置於首位，有檐角雖盡、前有天生之意。 |
| 龍       | 1        | 傳說中的瑞獸至尊。 |
| 鳳       | 2        | 傳說中的百鳥之王。 |
| 獅       | 3        | 百獸之王，亦是佛教護法。 |
| 天馬     | 4        | 日行千里的駿馬。 |
| 海馬     | 5        | 海中瑞獸。 |
| 狻猊     | 6        | 專吃虎豹的猛獸，傳說中為龍子之一。 |
| 押魚     | 7        | 魚獸混合的吉祥動物。 |
| 獬豸     | 8        | 剛勇正直，能辨是非的瑞獸。 |
| 牛       | 9        | 能吞雲吐霧的守護獸。 |
| 行什     | 10       | 為雷震子，手持防雷的保杵，為太和殿僅見的特例。因排第十位，故名。 |